# محمد علي لقمان
محمد علي لقمان (6 نوفمبر 1898 إلى 24 مارس 1966) كاتب وصحفي وأديب ومصلح اجتماعي يمني.

## سيرته الذاتية
ولد محمد علي لقمان في عدن في السادس من نوفمبر عام 1898م، تلقى تعليمه الابتدائي والثانوي في مدارس عدن وحصل على شهادة (السنيور كامبردج) من بريطانيا عام 1922م، كان يعمل دهاناً في أوقات الفراغ من الدراسة، وبدأ حياته العملية بوسيلة تنقل وهي الدراجة الهوائية التي كان بواسطتها يتنقل من مكان لآخر.
عمل في إدارة مدارس عدن لمدة أربع سنوات ما بين عامي 1924م - 1928م بعد ذلك تم فصله بسبب رسالة نقد للتعليم عنوانها (هل هذه قصاصة ورق؟)، ثم انتقل للعمل وكيلاً لشركة البس في الصومال في الفترة ما بين 1930 -1934م، غادر إلى مدينة مومباي في الهند عام 1936م لدراسة القانون ونال شهادة المحاماة عام 1938م فأصبح لقمان أول عربي يعمل في مهنة المحاماة في محاكم عدن والصومال.
قام بإنشاء صحيفة أسبوعية اسماها (فتاة الجزيرة) في 1 يناير 1940م وفي سبتمبر من نفس العام قام بشراء مطبعة صغيرة لتكون نواة لما عُرف فيما بعد بـ (دار فتاة الجزيرة). وقد تحولت لاحقا إلى صحيفة يومية.
كما قام بإنشاء صحيفة أسبوعية باللغة الإنجليزية اسمها (ايدن كرونكل) عام 1953 واستمرت الصحيفتان بعد وفاة محمد علي لقمان تحت إدارة ابنه الصحفي فاروق لقمان حتى استقلال اليمن الجنوبي عام 1967 .

## تاريخه السياسي
عرف عن لقمان علاقته القوية بحركة الأحرار اليمنيين ورجالها، وكان واحداً من مهندسي انقلاب 1948م الفاشل ضد الامام يحيى حميد الدين. أسس مع حسن علي بيومي ومحمد حسن عوبلي في عام 1948 الجمعية العدنية التي كان هدفها التقدم دستوريا داخل نظام الكومنولث ولكنها انقسمت على نفسها وانحلت عام 1957 بسبب قضية القات.
في 18 سبتمبر 1962م توجه لقمان إلى نيويورك على نفقته الخاصة على اثر سعي بريطانيا لدمج مستعمرة عدن قسراً إلى اتحاد الجنوب العربي فحاول كسب تأييد الدول الأعضاء في الأمم المتحدة للسماح له ليخطب ويشرح قضية عدن ونجح في ذلك وقام بخطبة استمرت أربع ساعات نادى فيها بتصفية قواعد الاحتلال وإعلان الاستقلال.

## من اقواله
«لقد أثبت التاريخ الحديث التأثير العظيم الذي أحدثته الصحافة في شتى مناحي الحياة في أوروبا وأمريكا واليابان وكثير من البلدان الشرقية الفتية وكما أن للصحافة الفضل الأكبر في النهضات القومية والتقدم الأدبي والرقي الفكري فإن النظام الاقتصادي الحاضر يعتمد على الجرائد والصحف السيارة في تتبع سير الأحوال التجارية...... ولما كانت عدن ونواحيها بحاجة ماسة إلى جريدة عربية تكون لسان حالها عزمت على إصدار هذه الصحيفة خدمة لهذه البلاد وأهلها..... جاعلاً هذه الصحيفة منبراً لشباب الجزيرة العربية وأدبائها. رامياً فيما ارمي إليه إلى تعميم التعليم للبنين والبنات ناشراً ألوية الأخلاق الحميدة......»
أولى افتتاحيات صحيفة (فتاة الجزيرة) بقلم الأستاذ محمد علي لقمان الذي كان صدورها الأول في مطلع شهر يناير من عام 1940م
".... كيف نرقى ونحن لا نفكر فيما يعود على بلادنا وعلى أنفسنا بالخير، نقضي الساعات الطويلة في مبارز القات من غير فائدة نجنيها أو علم ننتفع به نصرف الذهب الأحمر في ملاذ مضرة بدل من إنفاقها على تعليم البنين والبنات وعلى إصلاح المساكن والعمارات.......) إحدى افتتاحيات لقمان في صحيفة (فتاة الجزيرة) بعنوان: هل نأمل في رقي؟ في 28 مارس 1943م.

## أعماله
- هل هذه قصاصة ورقية؟
- بماذا تقدم الغربيون؟
- رسالة رجب
- سعيد (رواية)
- الشعب البريطاني
- أرض الظاهر
- كملا ديفي (رواية)
- انتصار الفكر
- قصة الدستور اللحجي
- عدن تطلب الحكم الذاتي
- قصة الثورة اليمنية.
- جولة في بلاد الصومال.
- وهناك عدد كبير جداً من المقالات والمذكرات التي كان ينشرها تباعاً في صحيفة «فتاة الجزيرة» و«إيدن كرونيكل».

## وفاته
كان رحيل لقمان في 24 مارس 1966م أثناء طريقه لتأدية فريضة الحج ودفن في مكة المكرمة.